# Zalalövő

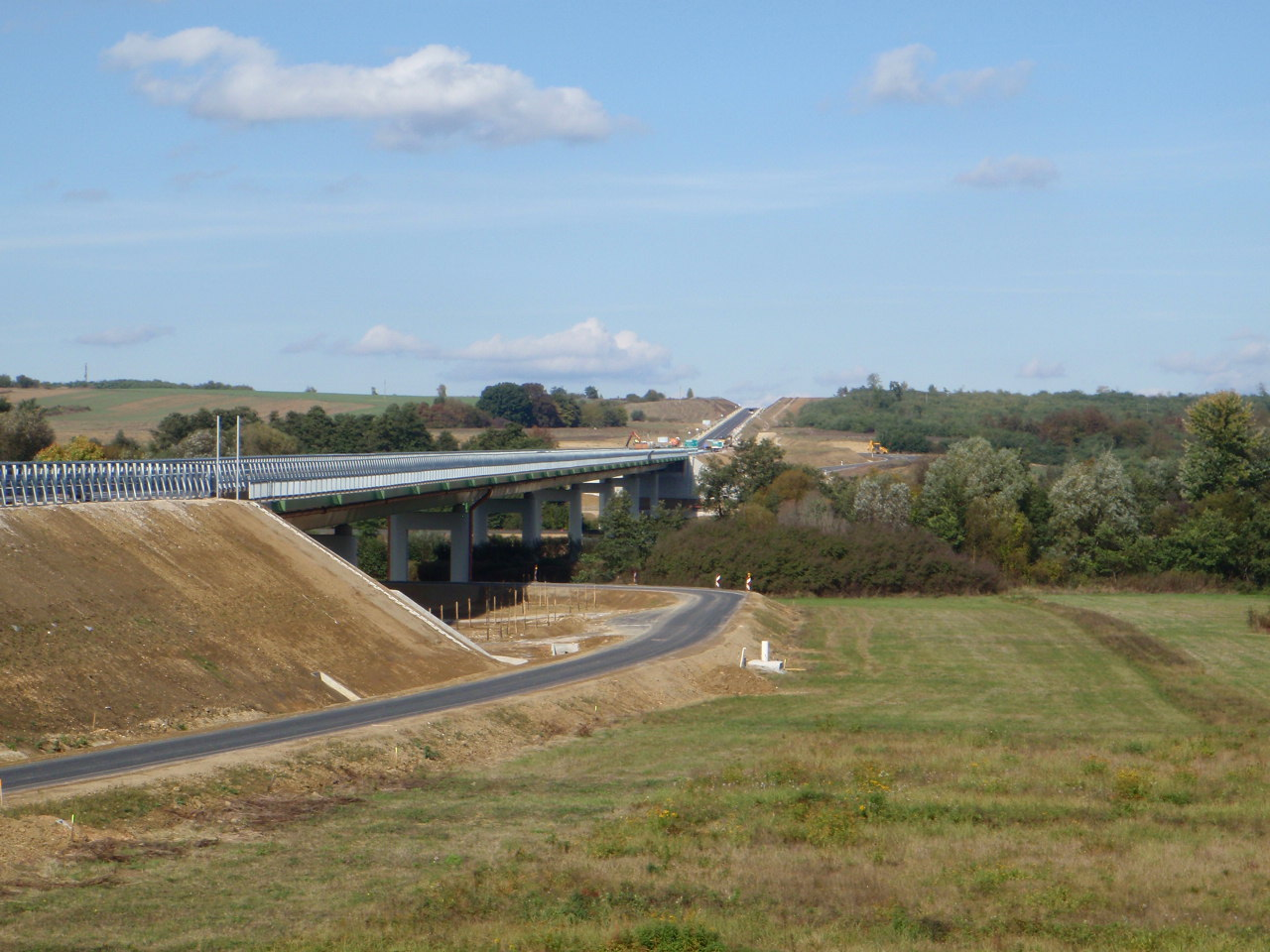
Údolní most v Zalalövő

Zalalövő [zalalevé] je město v západním Maďarsku v župě Zala, blízko její hranice s župou Vas, spadající pod okres Zalaegerszeg. Nachází se asi 12 km západně od župního města Zalaegerszegu. V roce 2015 zde žilo 3 027 obyvatel. Podle údajů z roku 2011 zde žijí 96 % Maďaři, 1,88 % Romové a 1,38 % Němci.
Město leží na řece Zale. Nejbližšími městy jsou Körmend, Lenti, Őriszentpéter a Zalaegerszeg. Blízko jsou též obce Daraboshegy, Felsőjánosfa, Hagyárosbörönd, Hegyháthodász, Hegyhátsál, Hegyhátszentjakab, Kalócfa, Katafa, Keménfa, Kozmadombja, Márkus, Nádasd, Őrimagyarósd, Ozmánbük, Salomvár, Szőce, Zalacséb a Zalaháshágy.